# Württembergische T 9
Die Württembergische T 9 war eine Dampflokomotive und wurde nach dem Vorbild der Preußischen T 9.3 in den Jahren 1906 und 1907 in 10 Exemplaren von der Maschinenfabrik Esslingen hergestellt. Es gab nur geringe Abweichungen gegenüber der preußischen Variante. Ihr Einsatzgebiet waren Güterzüge und Personenzüge auf Nebenbahnen. Bei der Deutschen Reichsbahn wurde sie als Baureihe 91.20 in ihren Nummernplan aufgenommen. Die Lokomotiven wurden bis 1950 von der Deutschen Bundesbahn ausgemustert.